# Xie Zhenhua (político)
Xie Zhenhua (en chino, 解振华; nacido en noviembre de 1949) es un político chino que ocupó el cargo de vicepresidente del máximo órgano de desarrollo económico de China, la Comisión Nacional de Desarrollo y Reforma, además de ejercer como enviado especial de China para el clima.

## Primeros años y educación
Xie Zhenhua nació en Tianjin. Durante la Revolución Cultural tuvo que trabajar en el campo. En concreto, formaba parte de los millones de "jóvenes enviados a la calle" que eran enviados al campo para reciclar sus mentes mediante trabajos forzados, y por ello Xie fue enviado a Heihe en la provincia septentrional de Heilongjiang.
Xie se afilió al Partido Comunista Chino (PCCh) en 1969.
En 1977 se licenció en Ingeniería Física por la Universidad de Tsinghua. También obtuvo un máster en Derecho por el Departamento de Derecho Medioambiental de la Facultad de Derecho de la Universidad de Wuhan en 1991.

## Carrera profesional
Fue nombrado director de la Administración Estatal de Protección Medioambiental en 1998, y durante su mandato exigió a las empresas el cumplimiento de las normas medioambientales, pero finalmente se vio obligado a dimitir tras las explosiones de la planta química de Jilin en 2005.
.

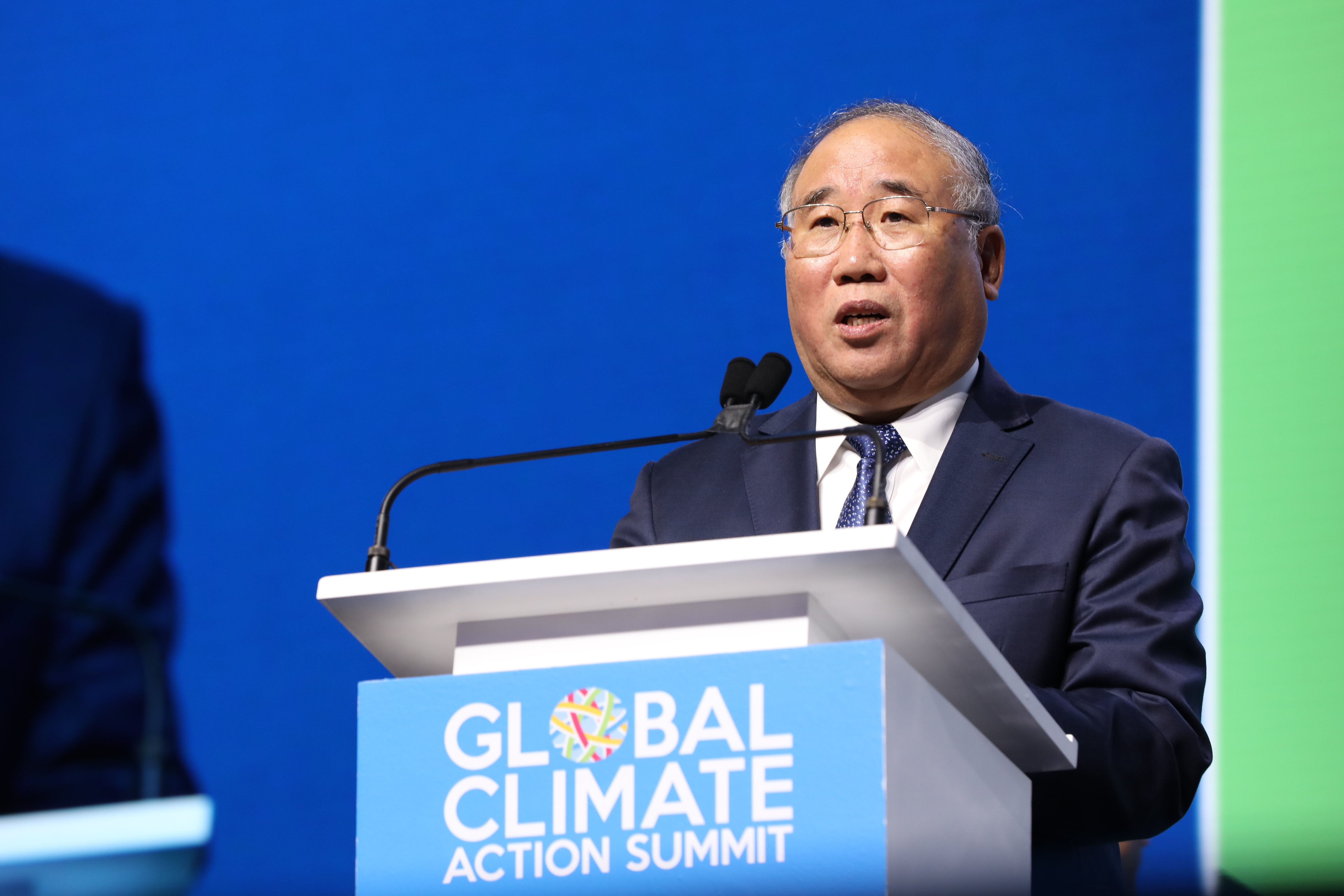
Xie hablando en la Cumbre de Acción Climática Global en 2018

En 2007, Xie fue nombrado viceministro de la Comisión Nacional de Desarrollo y Reforma.En 2015 dejó este cargo para centrarse en su puesto de representante chino en materia de cambio climático. Fue el principal negociador de China en la mayoría de Conferencias de las Naciones Unidas sobre el cambio climático  desde 2009. En 2019 fue sustituido por su ayudante Zhao Yingmin, antes de volver a desempeñar ese papel.
El papel de Xie ha sido recibido positivamente entre muchos políticos extranjeros y activistas del cambio climático, ya que ha sido uno de los impulsores de que China firme compromisos vinculantes para reducir las emisiones. Xie es considerado como "la voz de China en materia de cambio climático". Ha hecho hincapié en la postura de China de que los países ricos tienen una mayor responsabilidad respecto al cambio climático que China, a pesar de que la propia China ha sido el mayor emisor de carbono del mundo desde 2006.  Su discurso en la conferencia sobre el clima de 2010 en Sudáfrica transmitió esta postura china:

Somos países en desarrollo. Necesitamos desarrollarnos y erradicar la pobreza al tiempo que protegemos el medio ambiente. Hemos hecho lo que debíamos, pero ustedes, los países desarrollados, no. ¿Qué derecho tienen a darnos lecciones?

Xie sigue al frente del debate sobre las responsabilidades económicas de China en la mitigación del cambio climático, y aboga por el comercio de emisiones de carbono (también conocido como mercado de carbono), y por la ayuda climática a los países en desarrollo. Encabezó la delegación china en la Conferencia de las Naciones Unidas sobre el Cambio Climático de 2021 (es decir, la COP26) en noviembre de ese año.
Xie trabajó con el exgobernador de California, Jerry Brown, para crear un nuevo centro de cooperación climática California-China en la Universidad de California en Berkeley.: 108  Durante su etapa como enviado para el clima en la década de 2020, entabló amistad con John Kerry, su homólogo estadounidense, antes de su jubilación.
Xie se retiró en enero de 2024 por motivos de salud. Fue sustituido por el ex viceministro de Asuntos Exteriores de China Liu Zhenmin.